# حميدة رانية نفسي
حميدة رانيا نفسي (من مواليد 17 نوفمبر 1997) هي سبّاحة جزائرية.
شاركت في دورة الألعاب الإفريقية 2015 وفي الألعاب الإفريقية 2019؛ في دورة الألعاب الأفريقية 2015 فازت بميدالية ذهبية واحدة وميداليتين برونزيتين وفي دورة الألعاب الأفريقية 2019 فازت بثلاث ميداليات فضية وثلاث ميداليات برونزية.
في بطولة إفريقيا للسباحة 2018 التي أقيمت في الجزائر العاصمة، فازت بالميدالية البرونزية في منافسات 200 متر صدر للسيدات.
مثلت الجزائر في دورة ألعاب البحر الأبيض المتوسط 2022 التي أقيمت في وهران بالجزائر. وفازت بأربع ميداليات ذهبية في دورة الألعاب العربية 2023 التي أقيمت قي الجزائر.